# Werner Söllner
Werner Söllner (n. 10 noiembrie 1951, Horia, România – d. 19 iulie 2019, Frankfurt am Main, Germania) a fost un poet de limba germană, originar din România.

## Biografia
Werner Söllner a crescut în Arad. Mama lui, Sofia Schuster, era săsoaică, iar tatăl lui, poetul Anton Söllner, șvab.
După susținerea bacalaureatului în 1970, a studiat la Cluj fizica, germanistica și anglistica, absolvind în 1975, cu o lucrare de diplomă despre lucrările timpurii ale lui Paul Celan. În timpul studenției lucra ca redactor la secțiunea în limba germană a revistei Echinox.
A lucrat apoi ca profesor de germană și engleză la un liceu din București. Din 1976 până în 1982 a fost lector pentru literatură germană pentru copii la Editura Ion Creangă.
Werner Söllner a formulat succint poziția scriitorilor germani de pe vremea comunismului:
Am fost de părere că există o literatură germană din România care își procură subiectele din lumea înconjurătoare, în care ea prinde ființă, și încearcă să trateze aceste subiecte într-o limbă care a luat ființă în altă parte și este limba altei țări, dar, în același timp, o limbă amprentată într-un fel ce ne îndreptățeste să spunem: «Asta este limba noastră, asta este literatura noastră». [nefuncțională]

În anul 1982 a emigrat în Germania, unde s-a stabilit la Frankfurt pe Main. În 1993 a ținut cursul de poetică la Universitatea Johann Wolfgang Goethe, în 1995 pe cel din Köln și Düsseldorf, din 1997 a devenit profesor vizitator la Dartmouth College și la Oberlin College. Din 2002 conduce Forumul Literar din landul Hessa(Hessisches Literaturforum) din turnul Mouson (Mousonturm) din Frankfurt pe Main.
Ca poet, Werner Söllner a fost puternic influențat de opera lui Paul Celan, dar și de Hölderlin, Rilke și alții. Chiar și după emigrarea în Germania amintirile ținuturilor natale din Transilvania și-au pus cu tărie amprenta pe lirica sa, cu accente întunecate și melancolice.
Între 1979 și 1982, Werner Söllner a fost membru al Uniunii Scriitorilor din România. Apoi a devenit membru al Uniunii Scriitorilor din Germania.
Documente scoase recent la lumină indică faptul că de la începutul anilor '70 până la mijlocul anilor '70, Werner Söllner a fost colaborator al Securității cu numele de cod "Walter", ocazie cu care a comunicat Securității informații despre o serie de scriitori de limbă germană ca Herta Müller, Richard Wagner, Helmuth Frauendorfer, Gerhardt Csejka, William Totok și Klaus Hensel. Werner Söllner nu a negat această colaborare, dar a susținut că informațiile comunicate de el nu erau incriminatoare, ba chiar, ca în cazul germanistului Michael Markel, din Cluj, prin datele comunicate l-a dezincriminat în mai multe ocazii.
El a fost racolat de Securitate încă înainte de a absolvi filologia, sub amenințarea cu exmatricularea din facultate în cazul unui refuz de colaborare. Astfel, împotriva voinței sale, el a devenit informator neoficial al Securității între anii 1971 și 1974.
Colaborarea cu Securitatea a început prin faptul că i s-a cerut să traducă în română și să explice propriile texte. Ulterior, Securitatea i-a cerut să traducă în română și să interpreteze și sensul lucrărilor în versuri sau proză ale celorlalți scriitori de limbă germană.
În urma deconspirării sale în Germania, Werner Söllner a renunțat la funcția de director al Forumului Literar din landul Hessa.

## Premii
- 1978 Premiul pentru poezie al Uniunii Scriitorilor din România,
- 1985 Premiul de încurajare Andreas Gryphius,
- 1988 Premiul de încurajare al premiului Friedrich Hölderlin,
- 1992 Premiul de încurajare al Cercului cultural al Industriei Germane,
- 1996 Mențiune a Fundației Schiller
- 1989 Premiul limbii gemane (Deutscher Sprachpreis), alături de Herta Müller, Gerhardt Csejka, Helmuth Frauendorfer, Johann Lippet, William Totok, Richard Wagner, Klaus Hensel.

## Scrieri
- Wetterberichte, Cluj, 1975
- Mitteilungen eines Privatmannes, Cluj, 1978
- piramida lupilor. poezii. București 1981 [Traduceri din Wetterberichte și din Mitteilungen eines Privatmannes]
- Sprachigkeit, Dreieich 1979
- Eine Entwöhnung, București 1980
- Das Land, das Leben, Büdingen 1984
- Es ist nicht alles in Ordnung, aber ok, Assenheim 1985
- Klingstedts romantische Gründe, Berlin 1988
- Kopfland, Passagen, Frankfurt am Main 1988
- Der Schlaf des Trommlers, Zürich 1992, în ediție bilingvă: Der Schlaf des Trommlers/Somnul toboșarului, București 1996
- Zweite Natur, München 1993

## Traduceri
- Mircea Dinescu: Exil im Pfefferkorn, Frankfurt (Main) 1989 (titlul original: Exil pe o boabă de piper)
- Mircea Dinescu: Gedichte, Büdingen 1982
- Mircea Dinescu: "Ich bin der Besitzer der Brücken ...", Eschborn 1997 (titlul original: Proprietarul de poduri)
- Mircea Dinescu: Ein Maulkorb fürs Gras, Zürich 1990
- Mircea Dinescu: Unter der billig gemieteten Sonne, Bukarest 1980
- Marin Preda: Der große Wahnsinn, București 1980 (titlul original: Delirul)